# William Walond
William Walond (Oxford 1719 - Oxford 1768) est un organiste et compositeur anglais du XVIIIe siècle.
Il a été baptisé le 16 juillet 1719. Après quatre années passées comme organiste auxiliaire de la Cathédrale Christ Church d'Oxford, il reçut son diplôme du collège Christ Church d'Oxford en 1757. Sa mise en musique de l'Ode on St Cecilia's Day d'Alexander Pope a fourni sa thèse. Il a aussi publié deux recueils de voluntaries pour orgue ou clavecin (Opus I vers 1752, Opus II en 1758) et l'anthem Not unto us, O Lord.
De ses quatorze enfants, il convient de distinguer son premier fils, également prénommé William (vers 1750-1836) qui fut le dernier organiste titulaire de la cathédrale de Chichester avant que le poste ne soit réuni à celui de Maître des chœurs en 1801. 